# Ченгельди
Ченгельди́ (каз. Шеңгелді) — село у складі Сариагаського району Туркестанської області Казахстану. Входить до складу Жилгинського сільського округу.
У радянські часи село називалось Шенгельді.
Населення — 1589 осіб (2021; 1864 у 2009, 1764 у 1999, 1507 у 1989).